# Конац за зубе
Конац за зубе или интердентални конац је једно од основних средстава за одржавање оралне хигијене, које служи за уклањање плака и остатака хране између зуба. Због тога има важну улогу у превенцији каријеса, пародонтопатија и других оралних обољења. Данас се углавном израђује од танких најлонских или пластичних влакана и пакован је у стерилне кутијице или се налази на одговарајућим држачима за једнократну употребу. У зависности од произвођача, конац може бити навоштен, импрегниран различитим ароматичним материјама, флуоридима итд.
Употреба конца се препоручује код људи са збијеним зубним низом, односно у свим ситуацијама где је отежано чишћење апроксималних површина зуба (неадекватно обрађене пломбе, протетски радови и сл). Због релативно сложене технике примене, не препоручује се деци млађој од десет година.